# Stazione di Ornavasso
Stazione di Ornavasso vasútállomás Olaszországban, Ornavasso településen.

## Vasútvonalak
Az állomást az alábbi vasútvonalak érintik:
- Domodossola-Novara-vasútvonal

## Kapcsolódó állomások
A vasútállomáshoz az alábbi állomások vannak a legközelebb:
- Stazione di Gravellona Toce
- Stazione di Cuzzago